# Cryphaea lamyana
Cryphaea lamyana là một loài Rêu trong họ Cryphaeaceae. Loài này được (Mont.) Müll. Hal. miêu tả khoa học đầu tiên năm 1845.